# Juan Bautista Corachán

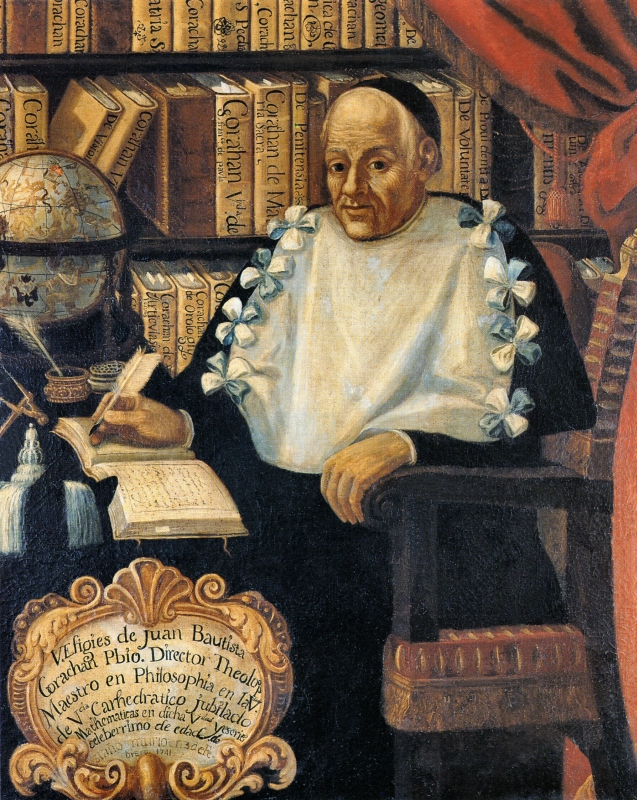
Retrato de Juan Bautista Corachán en el Centro Cultural La Nau, Valencia.

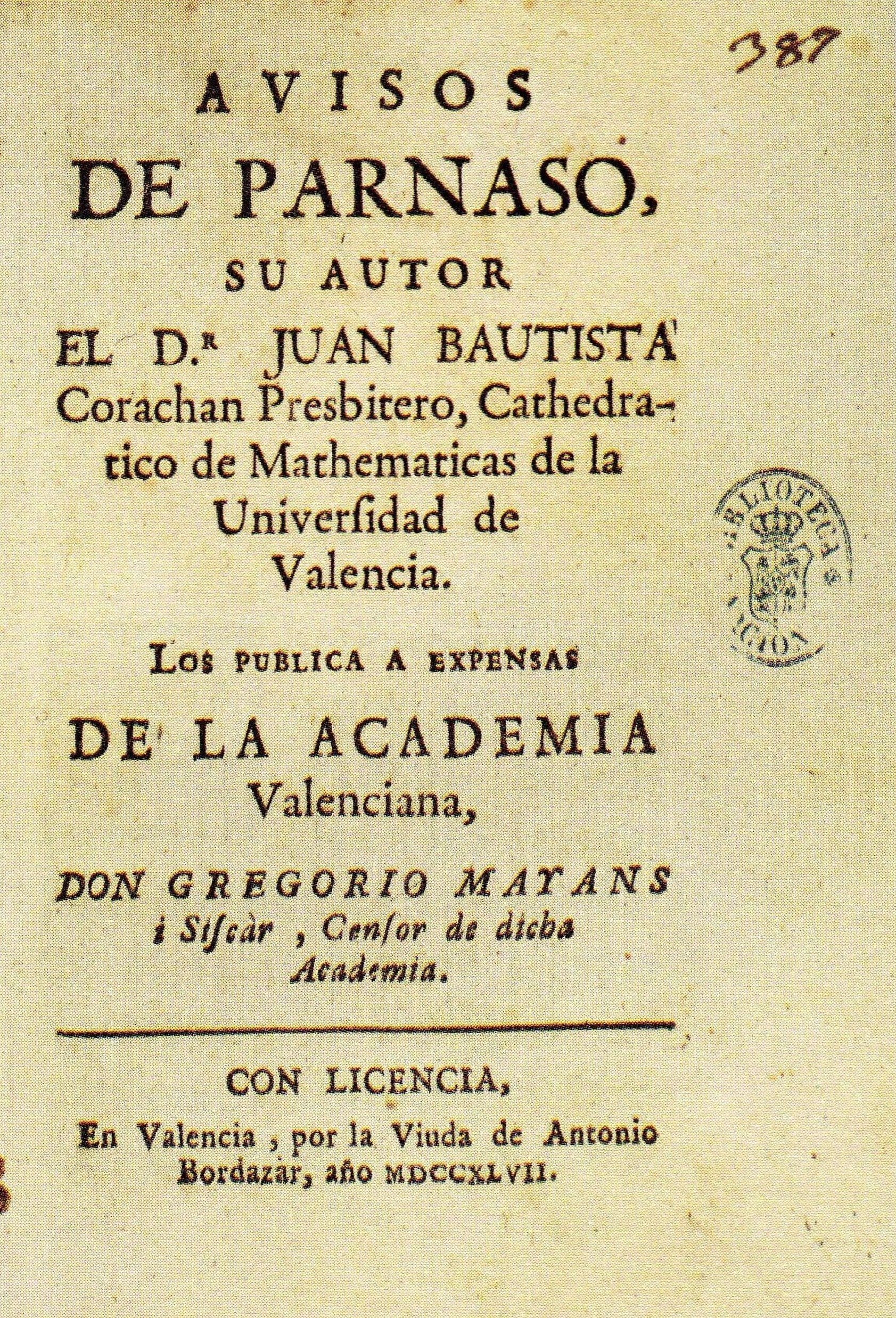
Avisos del Parnaso editada por Gregorio Mayans en 1747.

Juan Bautista Corachán o Joan Baptista Coratjà (Valencia, 1661 - 1741), matemático, teólogo, físico, astrónomo y científico español, uno de los novatores o preilustrados españoles 

## Biografía
Se doctoró en Teología por la Universidad de Valencia. Estudió además Matemáticas, y antes de los veinte años publicó ya un Ameno y deleitable jardín de Mathemáticas. Su curiosidad le llevó también a la Astronomía y la Física. Participó en numerosas tertulias y academias de su época, por ejemplo en la Academia matemática que se reunía en la casa del sacerdote Baltasar Íñigo y después en el Palacio del Alcázar, a la que concurría también el novator Tomás Vicente Tosca; sostuvo una gran amistad con el matemático y astrónomo jesuita José Zaragoza, experto en cometas; en 1696 logró la cátedra de Matemáticas de la Universidad de Valencia, de las peor pagadas; desde ese puesto sostuvo la necesidad de una reforma de la enseñanza de las ciencias en el anticuado Estudi General. Tradujo los primeros fragmentos de Descartes al español e introdujo las nuevas ideas científicas en el país; en sus manuscritos cita a Copérnico y a Tycho Brahe. Escribió un tratado de Hidrometría y actuó a menudo como asesor de la Fábrica de Murs i Valls, organismo encargado de las faenas de drenaje urbano y encauzamiento del río Guadalaviar como defensa contra las inundaciones. Fue una de las figuras más destacadas entre los novatores. Se jubiló en 1720.

## Obra
Se conservan autógrafas y manuscritas sus Dissertationes Physico-Mathematicae y sus Dissertationes ex Physico-Mathematica, así como el informe Apuntamientos para las Constituciones que se han de hazer en la insigne Universidad de Valencia en lo tocante a las Matemáticas. Se imprimieron Arithmetica demonstrada theorico-practica, para lo mathematico y mercantil (Valencia, Jaime de Bordazar, 1699, reimpresa en Barcelona: Juan Piferrer, 1719); es un curso que abarca desde las operaciones elementales hasta las progresiones y la combinatoria; se acompaña de un "Apéndice" con una colección de juegos y acertijos matemáticos "donde hallará el que desto gustare en que entretener su apetito" y, póstumas, Avisos del Parnaso, que, aunque fue escrita en 1690, no se publicó hasta 1747 por medio de Gregorio Mayáns; en ella divulga en castellano diversos aspectos de las nuevas corrientes científicas e incluye un fragmento del Discurso del método de Descartes, la primera traducción de este filósofo y matemático del Racionalismo en España; también póstuma se publicó su obra Mathesis sacra.
Existe un retrato al óleo contemporáneo del autor en el Estudi General. En 2008 Christie's sacó a subasta el manuscrito original ilustrado de su Horographia sive horologiorum descriptio, (Valencia, 1697) con aproximadamente 87 figuras, anotaciones marginales y cinco tablas (262 páginas).